# Onaga, Kansas
Onaga là một thành phố thuộc quận Pottawatomie, tiểu bang Kansas, Hoa Kỳ. Năm 2010, dân số của xã này là 702 người.

## Dân số
Dân số các năm:
- Năm 2000: 704 người
- Năm 2010: 702 người